# Aach, Schweiz
Aach är en flod i Schweiz. Den ligger i den nordöstra delen av landet, 160 km öster om huvudstaden Bern.